# André Macanga
André Venceslau Valentim Macanga, mais conhecido como André Macanga (Luanda, 14 de maio de 1978), é um ex-futebolista e treinador de futebol angolano que atuava como volante ou zagueiro.

## Carreira
Jogou por 7 temporadas em Portugal, tendo atuado por Arrifanense, Vilanovense, Salgueiros, Alverca, Vitória de Guimarães (ambos por empréstimo do Porto, onde nem chegou a jogar), Académica e Boavista. Ele também defendeu Gaziantepspor, Al-Salmiya, Al-Kuwait e Al-Jahra, encerrando sua carreira em 2012, aos 34 anos de idade. Em 2013, virou auxiliar na Seleção Angolana, função que exerce até hoje - chegou a ser treinador interino durante 4 jogos, entre 2016 e 2017. Passou também pelo FC Cabinda antes de assinar com o Recreativo do Libolo.

## Carreira internacional
André Macanga fez parte da Seleção Angolana de Futebol entre 1999 e 2012, e foi convocado para a Copa de 2006. Reconhecido como o "pulmão defensivo" nos Palancas Negras, atuou nos 3 jogos da seleção, que foi eliminada ainda na primeira fase.
É o sétimo jogador que mais defendeu Angola, com 70 jogos e 2 gols - um em 2007, contra a Costa do Marfim, e outro em 2009, contra Malta.

## Vida pessoal
Em 2017, a esposa de André, Sandra Macanga, teve sua conta invadida nas redes sociais, e o ex-jogador negou que ela o teria traído.